# Liste der Baudenkmäler in Segnitz
Auf dieser Seite sind die Baudenkmäler in der unterfränkischen Gemeinde Segnitz zusammengestellt. Diese Tabelle ist eine Teilliste der Liste der Baudenkmäler in Bayern. Grundlage ist die Bayerische Denkmalliste, die auf Basis des Bayerischen Denkmalschutzgesetzes vom 1. Oktober 1973 erstmals erstellt wurde und seither durch das Bayerische Landesamt für Denkmalpflege geführt wird. Die folgenden Angaben ersetzen nicht die rechtsverbindliche Auskunft der Denkmalschutzbehörde.
 Diese Liste gibt den Fortschreibungsstand vom 15. April 2020 wieder und enthält 31 Baudenkmäler.

## Ensembles

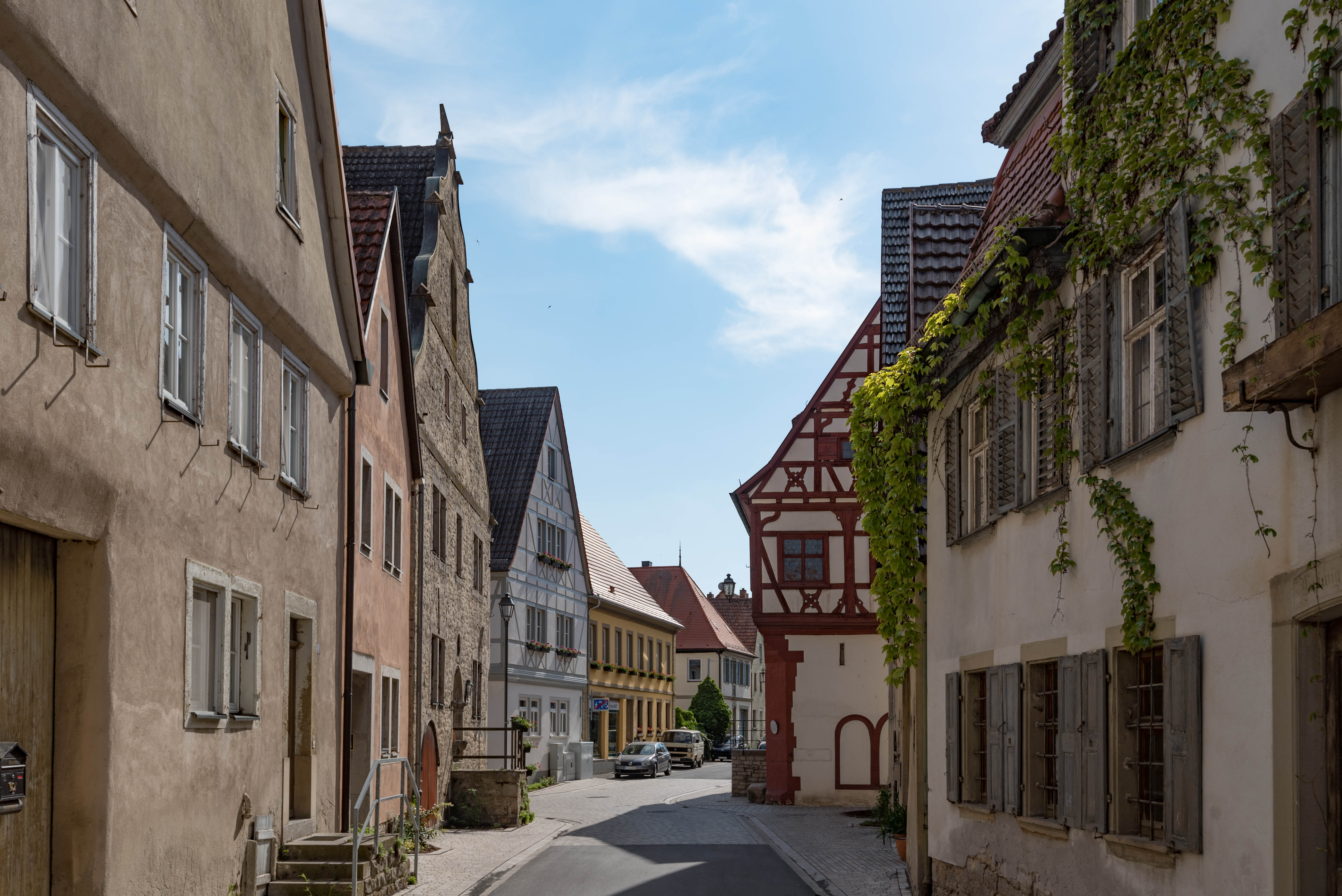
Hans-Kesenbrod-Straße (weitere Bilder)

- Ensemble Hans-Kesenbrod-Straße (Aktennummer: E-6-75-166-1, Lage, Umgrenzung: Hans-Kesenbrod-Straße 1–24, Kirchstraße 1, Krönleinstraße 2, Linsengasse 1.)

Die Hans-Kesenbrod-Straße verläuft als Hauptstraße von Segnitz flussparallel in der Längsachse des etwa rechteckigen, ehemals ummauerten Siedlungsgebiets. Sie fällt allerdings nicht mit der auf den Flussübergang ausgerichteten Durchgangsroute zusammen und endet jeweils blind. Sie zeigt geschlossene Bebauung mit meist giebelständigen, stattlichen Häusern des 16.–19. Jahrhunderts. Die Mitte ist durch das Fachwerk-Rathaus von 1588 betont, das ein angedeutetes Straßenkreuz verstellt.

## Baudenkmäler
| Lage                                                      | Objekt                                 | Beschreibung | Akten-Nr.               | Bild           |
| --------------------------------------------------------- | -------------------------------------- | --- | ----------------------- | -------------- |
| Hans-Kesenbrod-Straße 2 (Standort)                        | Ballinshaus                            | Zweigeschossiger Mansarddachbau in Ecklage mit verputztem Fachwerkobergeschoss, bezeichnet „1816“ | D-6-75-166-1            | weitere Bilder |
| Hans-Kesenbrod-Straße 5 (Standort)                        | Wohnhaus                               | Zweigeschossiger giebelständiger Satteldachbau mit Fachwerkobergeschoss, bezeichnet „1655“ | D-6-75-166-2            | weitere Bilder |
| Hans-Kesenbrod-Straße 5 (Standort)                        | Aufzugshaus                            | Zweigeschossiger Satteldachbau mit Fachwerkobergeschoss | D-6-75-166-2 zugehörig  | weitere Bilder |
| Hans-Kesenbrod-Straße 6 (Standort)                        | Keerlshaus                             | Wohn- und Geschäftshaus, zweigeschossiger Massivbau mit Walmdach, 1743 | D-6-75-166-3            | weitere Bilder |
| Hans-Kesenbrod-Straße 11 (Standort)                       | Wohnhaus                               | Zweigeschossiger giebelständiger Halbwalmdachbau, Kalkbruchstein, erste Hälfte 19. Jahrhundert | D-6-75-166-4            | weitere Bilder |
| Hans-Kesenbrod-Straße 13 (Standort)                       | Wohnhaus                               | Zweigeschossiger traufständiger Satteldachbau mit Fachwerkobergeschoss, 18. Jahrhundert | D-6-75-166-5            | weitere Bilder |
| Hans-Kesenbrod-Straße 14 (Standort)                       | Ehemaliges Markgräfliches Amtshaus     | heute Wohnhaus, zweigeschossiger giebelständiger Satteldachbau aus unverputztem Bruchsteinmauerwerk mit Schweifgiebel, bez. 1608; Portal von Hans Kesenbrod mit Wappen der Ansbach-Brandenburgischen Dorfherrschaft.                                                             | D-6-75-166-6            | weitere Bilder |
| Hans-Kesenbrod-Straße 15 (Standort)                       | Rathaus                                | zweigeschossiger Satteldachbau mit vorkragendem Zierfachwerkobergeschoss und Schweifgiebel, von Hans Kesenbrod und Lorenz Ebel, 1588; Wappenstein mit Markgräflich-Ansbach-Brandenburgischem Wappen und Wappen der Freiherren von Zobel.                                         | D-6-75-166-7            | weitere Bilder |
| Hans-Kesenbrod-Straße 17 (Standort)                       | Falkshaus                              | Zweigeschossiges Giebelhaus mit Fachwerkobergeschoss, 17. Jahrhundert Fußgängerpforte, Portal von Hans Kesenbrod | D-6-75-166-8            | weitere Bilder |
| Hans-Kesenbrod-Straße 17 (Standort)                       | Nebengebäude                           | Mit Fachwerkgiebel | D-6-75-166-8 zugehörig  | weitere Bilder |
| Hans-Kesenbrod-Straße 18 (Standort)                       | Wohnhaus                               | Zweigeschossiger giebelständiger Satteldachbau mit verputztem Fachwerkobergeschoss, 17. Jahrhundert | D-6-75-166-9            | weitere Bilder |
| Hans-Kesenbrod-Straße 19 (Standort)                       | Mayerisches Haus                       | zweigeschossiger traufständiger Mansarddachbau mit übergiebeltem Zwerchhaus, bez. 1809. | D-6-75-166-10           | weitere Bilder |
| Hans-Kesenbrod-Straße 20 (Standort)                       | Wohnhaus                               | Zweigeschossiger giebelständiger Satteldachbau mit verputztem Fachwerkobergeschoss, von Hans Kesenbrod zwischen 1575 und 1616 | D-6-75-166-11           | weitere Bilder |
| Hans-Kesenbrod-Straße 22 (Standort)                       | Wohnhaus                               | Zweigeschossiger giebelständiger Massivbau mit Schweifgiebel, um 1600 | D-6-75-166-12           | weitere Bilder |
| Hans-Kesenbrod-Straße 23 (Standort)                       | Wohnhaus                               | Zwei- und dreigeschossiger traufständiger Satteldachbau mit Fachwerkobergeschossen und Laubengang im Rückgebäude, 17. Jahrhundert | D-6-75-166-13           | weitere Bilder |
| Hans-Kesenbrod-Straße 24 (Standort)                       | Wohnhaus                               | Eingeschossiger Krüppelwalmdachbau in Ecklage, im Kern 16. Jahrhundert, reich profiliertes Eingangsportal bezeichnet „1585“ | D-6-75-166-14           | weitere Bilder |
| Kirchstraße 1 (Standort)                                  | Wohnhaus                               | Zweigeschossiger Halbwalmdachbau, 18./19. Jahrhundert; überbaute Toreinfahrt; siehe auch Ensemble Hans-Kesenbrod-Straße | D-6-75-166-15           | weitere Bilder |
| Kirchstraße 3 (Standort)                                  | Kesenbrodhaus                          | Ehemaliges Wohnhaus und Bauhof des Baumeisters Hans Kesenbrod, zweigeschossiger Satteldachbau mit Schweifgiebel und Steinerker, an der Traufseite weit vorkragendes, verputztes Fachwerkobergeschoss, Spätrenaissance, errichtet 1593; Verbindungstrakt mit Hoftor; Nebengebäude | D-6-75-166-16           | weitere Bilder |
| Kirchstraße 6 (Standort)                                  | St. Martin                             | Evangelisch-Lutherische Pfarrkirche, ehem. Wehrkirche, Chorturmkirche, Turmunterbau um 1250, Turmoberbau und Langhaus um 1600, Umbauphasen 1486, 1600 und 1620; mit Ausstattung                                                                                                  | D-6-75-166-17           | weitere Bilder |
| Kirchstraße 6 (Standort)                                  | Kirchenburg Segnitz                    | umfasst neben der Kirche die Befestigungsmauer, das so genanntes Salettchen und den Gemeindeknechts- oder Gefängnisturm. Die Fundamente der Kirchengaden sind in Teilen erhalten.                                                                                                | D-6-75-166-17           | weitere Bilder |
| Kirchstraße 12 (Standort)                                 | Wohnhaus                               | Zweigeschossiger giebelständiger Massivbau mit Satteldach, Kellereingang bezeichnet „1672“ | D-6-75-166-18           | weitere Bilder |
| Kirchstraße 18 (Standort)                                 | Ehemaliges Zehnthaus                   | Zweigeschossiger Halbwalmdachbau mit Vorbau, errichtet 1685/86 an der Stelle eines Vorgängerbaus | D-6-75-166-19           | weitere Bilder |
| Kirchstraße 18 (Standort)                                 | Ehemalige Zehntscheune                 | | D-6-75-166-19 zugehörig | weitere Bilder |
| Krönleinstraße 2 (Standort)                               | Krönleinshaus                          | Renaissance-Portal, teilweise alte Fensterrahmungen, um 1600 | D-6-75-166-24           | weitere Bilder |
| Linsengasse 1 (Standort)                                  | Schöningshaus                          | Zweigeschossiger Mansarddachbau mit Rückflügel und vorkragendem verputztem Fachwerkobergeschoss, bezeichnet „1790“; siehe auch Ensemble Hans-Kesenbrod-Straße | D-6-75-166-20           | weitere Bilder |
| Linsengasse 18 (Standort)                                 | Eckturm der ehemaligen Ortsbefestigung | ehemaliger Wehrturm, Rundturm mit verkleidetem oktogonalem Obergeschoss und welscher Haube, um 1520, 1597 aufgestockt | D-6-75-166-23           | weitere Bilder |
| Mainstraße 8 (Standort)                                   | Toreinfahrt                            | Bezeichnet „1821“ | D-6-75-166-21           | weitere Bilder |
| Mainstraße 24 (Standort)                                  | Wohnhaus                               | Zweigeschossiger Satteldachbau mit unverputzter Werksteinmauer und Fachwerkgiebel, 17. Jahrhundert | D-6-75-166-22           | weitere Bilder |
| Rathausstraße 4 (Standort)                                | Wohnhaus                               | Eingeschossiger giebelständiger Satteldachbau, Fachwerk, 18. Jahrhundert | D-6-75-166-26           | weitere Bilder |
| Rathausstraße 6 (Standort)                                | Portal                                 | 18. Jahrhundert | D-6-75-166-27           | weitere Bilder |
| Nähe Sulzfelder Straße (Standort)                         | Friedhof                               | Mit Renaissance-Portal, bezeichnet „1607“ | D-6-75-166-28           | weitere Bilder |
| Nähe Sulzfelder Straße (Standort)                         | Holzarkaden                            | Mit Epitaphien des 16./17. Jahrhundert | D-6-75-166-28 zugehörig | weitere Bilder |
| Vordere Raingasse 3 (Standort)                            | Wohnhaus                               | Zweigeschossiger giebelständiger Sattaldachbau, Fachwerk, bezeichnet „1664“ | D-6-75-166-29           | weitere Bilder |
| Ecke Sulzfelder Straße / Im Schind (Standort)             | Judenschranke                          | Sabbatschranke an der Straße nach Sulzfeld, Kalksteinsäule, bezeichnet „1784“, jedoch älter | D-6-75-166-30           | weitere Bilder |
| Ecke Frickenhäuser Straße / Schützenhausstraße (Standort) | Judenschranke                          | Sabbatschranke am Weg nach Zeubelried, Kalksteinsäule, Kopie nach verlorenem Original | D-6-75-166-31           | weitere Bilder |